# Jan Gillar
Jan Gillar (24. června 1904, Příbor – 7. května 1967, Praha) byl český funkcionalistický architekt, člen Devětsilu. Jeho patrně nejvýznamnější stavbou je areál bývalých Francouzských škol v Praze 6 – Dejvicích.

## Život
Narodil se v rodině gymnaziálního profesora češtiny a němčiny. Před první světovou válkou se rodina odstěhovala do Plzně, kde Jan Gillar absolvoval průmyslovou školu. V letech 1925–1928 studoval na Akademii výtvarných umění u Josefa Gočára. Po absolvování pracoval v ateliérech Jana Zázvorky, ve stavební firmě Josefa Záruby-Pfeffermanna a v ateliéru Jaromíra Krejcara. Přátelil se s Karlem Teigem a byl členem levicových spolků Devětsil a Levá fronta. Po zrušení svého ateliéru po roce 1948 pracoval ve Stavoprojektu a od 50. let ve Studijním a typizačním ústavu.

## Dílo

### Realizované stavby (výběr)

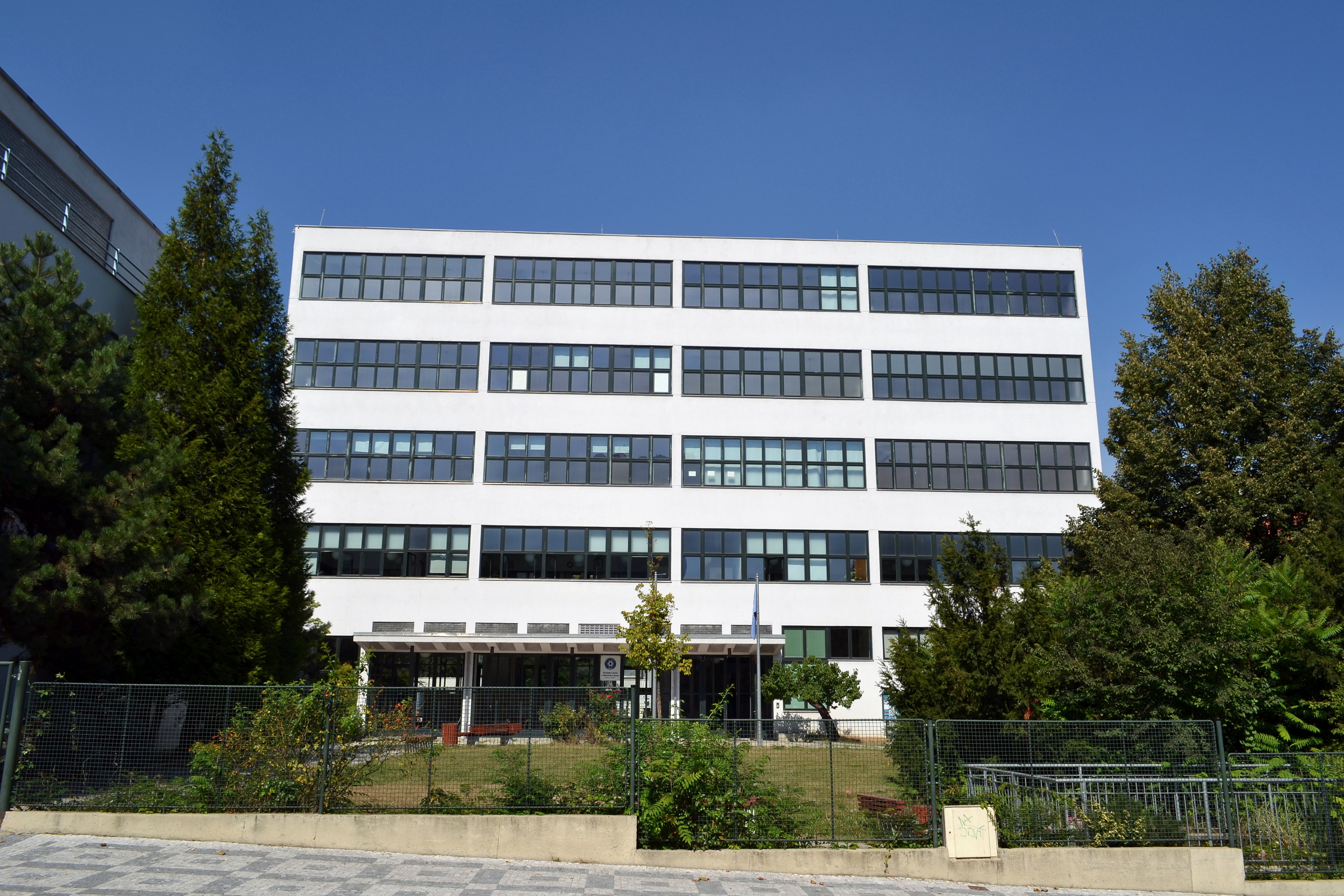
Budova bývalého Francouzského reálného gymnázia v pražských Dejvicích

- Budova Francouzského reálného gymnázia, Dejvice, Praha 6, 1931–1934
- Nájemní dům, Praha 2, Vinohradská 176, 1932
- Nájemní dům, Praha 7, Veletržní 9, 1934
- Vila v osadě Baba Svazu čs. díla, Praha 6, 1934
- Obchodní dům Brouk a Babka, Liberec, Pražská 15/23, 1935–1936
- Nájemní domy, Praha-Nusle, Družstevní ochoz 22–30, 1936–1937
- Nájemní domy, Praha 7, Vinařská 3, 6 a 7, 1936–1937
- Vila, Praha 5, Nad Bertramkou 1, 1939
- Vila Karla Teigeho, Praha 5, U Šalamounky 5, 1939
- Nájemní domy, Praha 6, Za Hládkovem 10–20, 1939
- Obchodní dům Frank, Kladno, Ivana Olbrachta 60, 1941[2]
- Dům sociální péče, Kostelec nad Černými lesy, 1939–1942
- Dům sociální péče, Zbraslav, 1941–1946
- Učňovská škola, Plzeň, 1949–1952

## Spisy
Jeho stati a články byly otištěny v časopisech Stavitel, ReD, Stavba, Žijeme, Architektura ČSR aj.

## Stavby

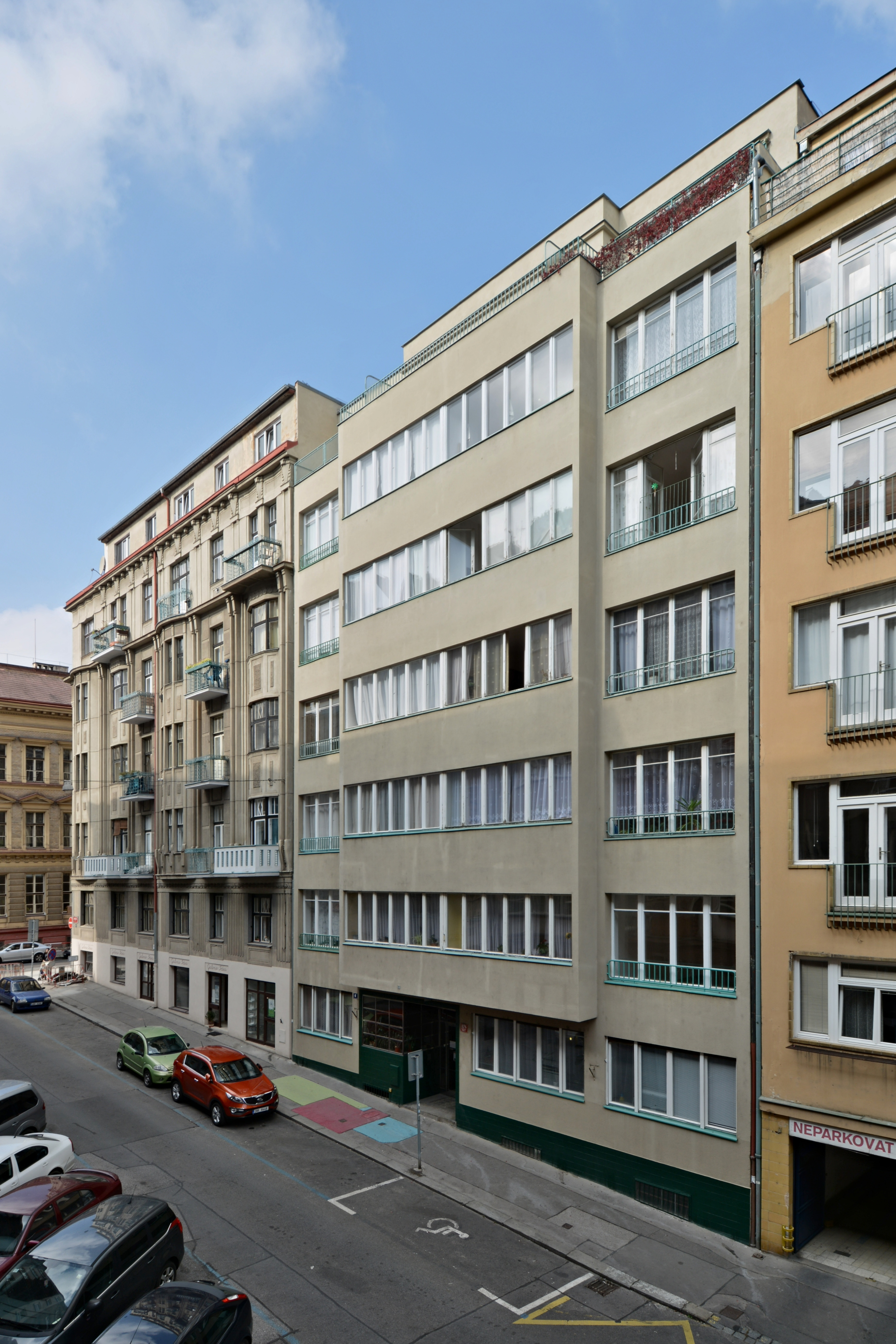
Obytný dům Vinařská 1174/6, Praha 7 - Holešovice